# Bryn Christopher
Bryn Louie Christopher (ur. 8 listopada 1985 w Birmingham) – angielski piosenkarz i autor tekstów.

## Dyskografia
Albumy
| Tytuł    | Dane dot. albumu                                   | Pozycja |
| Tytuł    | Dane dot. albumu                                   | UK      |
| -------- | -------------------------------------------------- | ------- |
| My World | - data: 8 września 2008 - wydawca: Polydor Records | 18      |

Single
| "The Quest"                                    | 2008 | 45 |                    | My World |
| "Smilin"                                       | 2008 | 31 |                    | My World |
| "Sweet Lovin'" (Sigala feat. Bryn Christopher) | 2015 | 3  | - AUS: złota płyta | –        |
| „–” singel nie był notowany                    |      |    |                    |          |